# غوفر مظلي
غوفر مظلي (الاسم العلمي:Thomomys subg. Megascapheus) هو ضرب من الحيوانات يتبع جنس الغوفر المكسيكي من فصيلة الغوفرية.

## أنواع
- غوفر الكورني (الاسم العلمي:Pappogeomys alcorni)
- غوفر بولري (الاسم العلمي:Pappogeomys bulleri)